# Золотая Долина (Запорожская область)
Золотая Долина (укр. Золота Долина) — село,
Поляновский сельский совет,
Мелитопольский район,
Запорожская область,
Украина.
Было основано в 1838 году под названием Кайзерталь, и долгие годы было лютеранским селом с преимущественно немецким населением. Название Золотая Долина носит с 1945 года.
По переписи 2001 года население составляет 139 человек.

## Географическое положение
Село Золотая Долина находится на левом берегу реки Малый Утлюк,
на противоположном берегу расположено село Поляновка.
Через Золотую Долину проходит асфальтированная дорога из Поляновки в Долинское. В 5 км к юго-востоку от села находится Акимовка, райцентр соседнего района.

## История
В 1838 году 49 немецких семей из молочанских колоний основали на месте нынешней Золотой Долины лютеранское село Кайзерталь. 
С 1866 года в селе действовал дом молитвы. В селе также работали школа и библиотека, с 1884 года работала сиротская касса, с 1900 года потребительское общество «Согласие».
В Кайзертале действовал железоделательный завод Кольба (с 1891 года), кирпичный завод, 2 ветряных мельницы (Фишера и Гальстера), древопитомник. За селом было закреплено более 30 км² земли.
В голод 1932—1933 года 2 жителя села умерли от голода.
В 1945 г. село Арбайтсталь — переименовано в Золотую Долину.

## Население
Динамика численности населения в Золотой Долине представлена в следующей таблице и на графике:
| Год  | Население |  |
| ---- | --------- |  |
| 1858 | 517       |  |
| 1864 | 544       |  |
| 1886 | 767       |  |
| 1897 | 624       |  |
| 1905 | 596       |  |
| 1911 | 584       |  |
| 1915 | 522       |  |
| 1918 | 688       |  |
| 1926 | 654       |  |
| 1990 | 150       |  |
| 2008 | 139       |  |

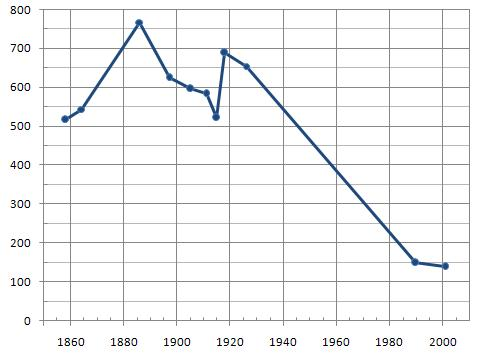
Динамика численности населения Золотой Долины

В 1926 году из 654 жителей села 647 (99 %) были немцами.